# Marathon nautique Corbeil-Paris
Le Marathon nautique Corbeil-Paris est une course de natation de grand fond, d'une distance de 40 km, entre Corbeil et Paris. Elle est organisée par le journal L'Auto.

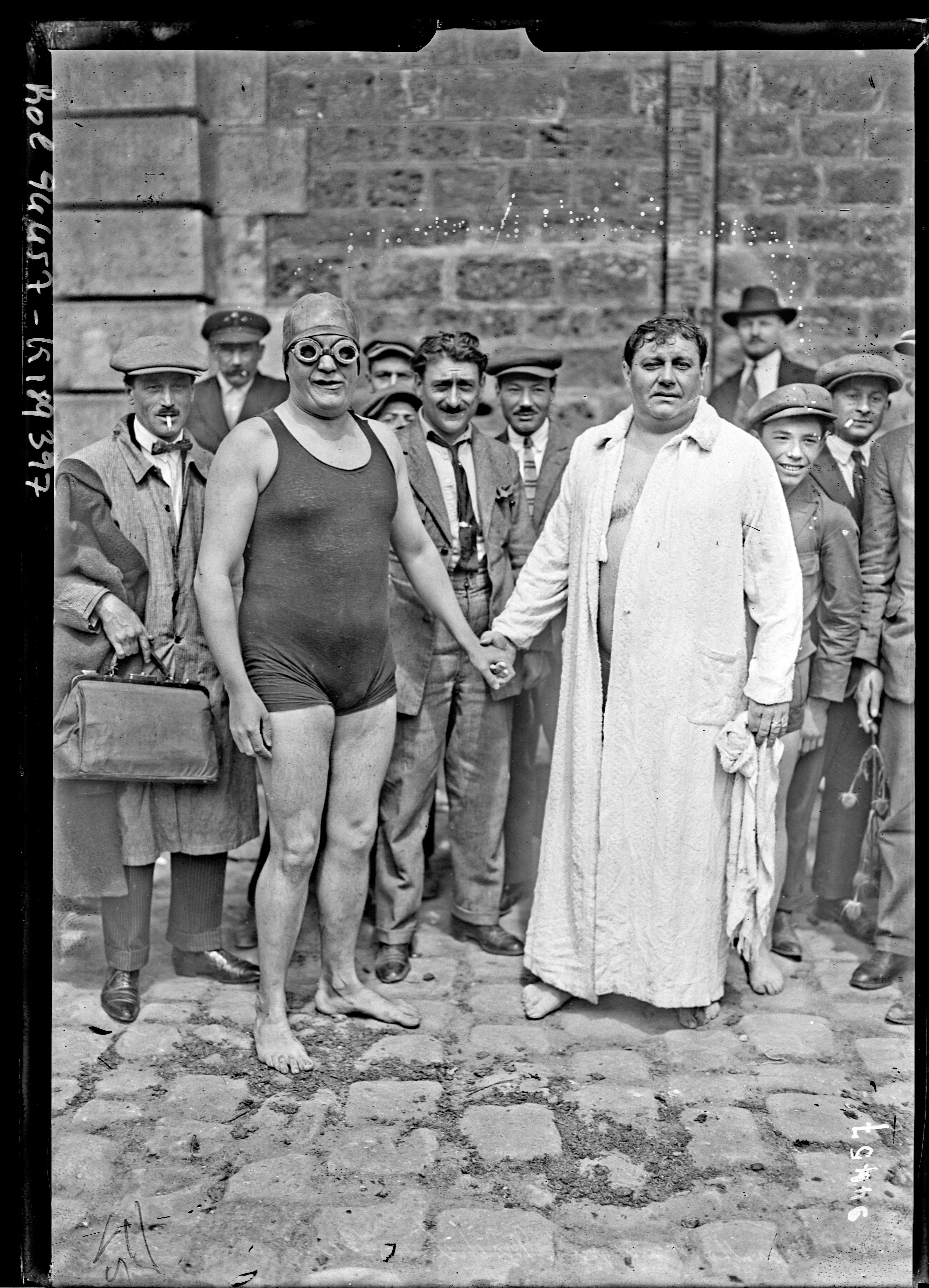
Chrétien et Michel, les deux premiers du marathon de 1924.

La première édition a lieu le 3 août 1924, et voit triompher Albert Chrétien, âgé de 34 ans, devant Georges Michel et Lardet.

## Palmarès
| Année | Vainqueur                                 | deuxième                                            | troisième                               | quatrième                       |
| ----- | ----------------------------------------- | --------------------------------------------------- | --------------------------------------- | ------------------------------- |
| 1924  | Albert Chrétien (12h03)                   | Georges Michel (12h32)                              | Émile Lardet (12h44)                    | Bébé Lavogade (12h55)           |
| 1925  | Joseph Le Driant (12h36, crawl, trudgeon) | Georges Pouilley (12h45, trudgeon, trudgeon crawlé) | Georges Michel (14h33, over-arm-stroke) | Miss Harrison ♀ (14h36, brasse) |
| 1926  | Georges Michel (11h09, over-arm-stroke)   | Joseph Le Driant (11h24)                            | Omer Perreault (12h38)                  | Sion ♀ (13h04)                  |